# تروالی سفید
تروالی سفید (انگلیسی: White trevally) یک نوع ماهی از خانواده (زیست‌شناسی) گیش ماهیان است.
در زبان ژاپنی این ماهی شیماآجی نامیده می‌شود و یکی از عناصر سوشی است.